# Commune de Kohtla
La commune de  Kohtla est une Commune rurale située dans le comté de Viru-Est au nord de l'Estonie. Elle a 1661 habitants(01/01/2012) et une superficie de 101 km2. 

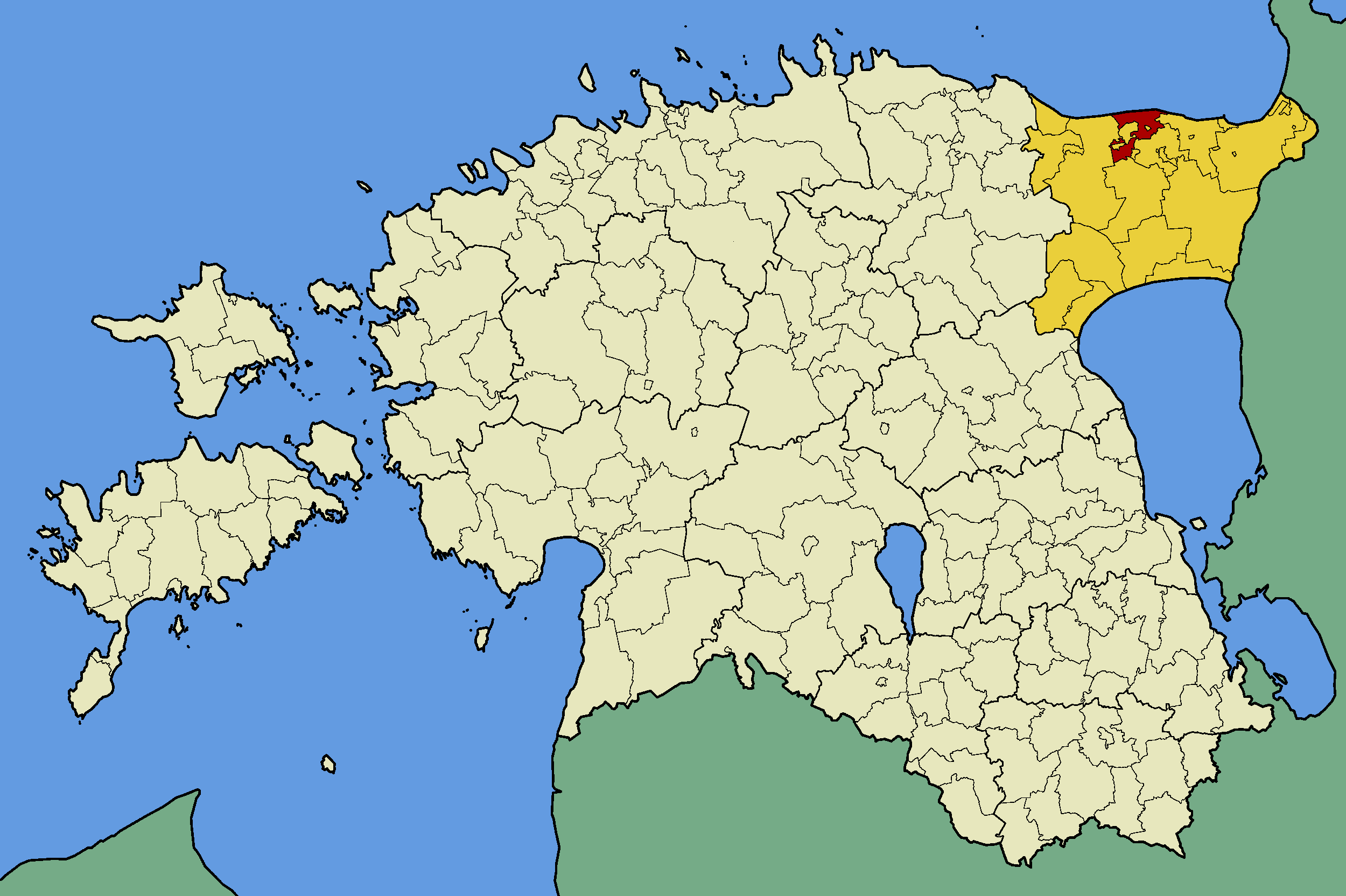
Commune de Kohtla (rouge)
dans le Virumaa oriental (jaune).

## Villages
La commune est formée de 17 villages suivants: Amula, Järve, Kaasikaia, Kaasikvälja, Kabelimetsa, Kohtla, Kukruse, Mõisamaa, Ontika, Paate, Peeri, Roodu, Saka (Kohtla), Servaääre, Täkumetsa, Valaste, Vitsiku..